# Shorttrack-Weltcup 2024/25
Der Shorttrack-Weltcup 2024/25 war die von der Internationalen Eislaufunion (ISU) veranstaltete höchste Wettkampfserie im Shorttrack. Sie begann am 25. Oktober 2024 in Montreal und endete am 16. Februar 2024 in Mailand.
Höhepunkt der Saison sind die Weltmeisterschaften in Peking, deren Ergebnisse allerdings nicht mit in die Weltcupwertungen eingehen. Zusätzlich fanden Europameisterschaften in Dresden statt.
Für die Saison 2024/25 firmierte der Weltcup unter dem Namen Short Track World Tour. Im Zuge dieser Änderung erhielten die Nationalteams zudem Namen und Logos nach dem Vorbild amerikanischer Sportmannschaften, bspw. USA Eagles, Dutch Lions oder German Wolves.

## Saisonkalender
| Datum                 | Ort            | Halle                    | Veranstaltung                   |
| --------------------- | -------------- | ------------------------ | ------------------------------- |
| 25.–27. Oktober 2024  | Montreal       | Aréna Maurice-Richard    | Short Track World Tour          |
| 1.–3. November 2024 1 | Montreal       | Aréna Maurice-Richard    | Short Track World Tour          |
| 8.–9. November 2024 1 | Salt Lake City | Utah Olympic Oval        | Vier-Kontinente-Meisterschaften |
| 6.–8. Dezember 2024   | Peking         | Hauptstadt-Hallenstadion | Short Track World Tour          |
| 13.–15. Dezember 2024 | Seoul          | Mokdong-Eissporthalle    | Short Track World Tour          |
| 17.–19. Januar 2025   | Dresden        | Joynext Arena            | Europameisterschaften           |
| 7.–9. Februar 2025    | Tilburg        | IJssportcentrum Tilburg  | Short Track World Tour          |
| 14.–16. Februar 2025  | Mailand        | Forum di Milano          | Short Track World Tour          |
| 14.–16. März 2025     | Peking         | Hauptstadt-Hallenstadion | Weltmeisterschaften             |

Im Rahmen einer viertägigen Weltcupveranstaltung – bei der die ersten beiden Tage allein für Qualifikationsläufe reserviert sind – finden jeweils drei Einzelrennen von Männern und Frauen (über 1500 Meter, 500 Meter und 1000 Meter) statt sowie zusätzlich eine 3000-Meter-Staffel der Frauen, eine 5000-Meter-Staffel der Männer und eine 2000-Meter-Mixedstaffel. In jeder der insgesamt neun Disziplinen wird eine eigene Weltcupwertung geführt.

## Frauen

### Ergebnisübersicht
| Datum             | Austragungsort | Disziplin      | Erster Platz                                                                  | Zweiter Platz                                                          | Dritter Platz                                                                          |
| ----------------- | -------------- | -------------- | ----------------------------------------------------------------------------- | ---------------------------------------------------------------------- | -------------------------------------------------------------------------------------- |
| 26. Oktober 2024  | Montreal       | 1000 m         | Xandra Velzeboer                                                              | Kristen Santos-Griswold                                                | Corinne Stoddard                                                                       |
| 26. Oktober 2024  | Montreal       | 3000 m Staffel | ItalienChiara Betti Elisa Confortola Gloria Ioriatti Arianna Sighel           | SüdkoreaChoi Min-jeong Kim Geon-hee Kim Gil-li Shim Suk-hee            | NiederlandeAngel Daleman Diede van Oorschot Michelle Velzeboer Xandra Velzeboer        |
| 27. Oktober 2024  | Montreal       | 500 m          | Xandra Velzeboer                                                              | Kristen Santos-Griswold                                                | Hanne Desmet                                                                           |
| 27. Oktober 2024  | Montreal       | 1500 m         | Kim Gil-li                                                                    | Hanne Desmet                                                           | Choi Min-jeong                                                                         |
| 2. November 2024  | Montreal       | 1000 m         | Choi Min-jeong                                                                | Xandra Velzeboer                                                       | Corinne Stoddard                                                                       |
| 2. November 2024  | Montreal       | 3000 m Staffel | KanadaDanaé Blais Rikki Doak Florence Brunelle Kim Boutin                     | ItalienElisa Confortola Arianna Sighel Gloria Ioriatti Arianna Fontana | Volksrepublik ChinaWang Ye Gong Li Wang Xinran Zhang Chutong                           |
| 3. November 2024  | Montreal       | 500 m          | Xandra Velzeboer                                                              | Choi Min-jeong                                                         | Kim Gil-li                                                                             |
| 3. November 2024  | Montreal       | 1500 m         | Hanne Desmet                                                                  | Kim Gil-li                                                             | Corinne Stoddard                                                                       |
| 7. Dezember 2024  | Peking         | 1000 m         | Danaé Blais                                                                   | Xandra Velzeboer                                                       | Corinne Stoddard                                                                       |
| 7. Dezember 2024  | Peking         | 3000 m Staffel | KanadaDanaé Blais Kim Boutin Florence Brunelle Courtney Sarault               | SüdkoreaChoi Min-jeong Kim Gil-li Noh Do-hee Shim Suk-hee              | KasachstanAlina Aschgalijewa Jana Chan Olga Tichonowa Malika Jermek                    |
| 8. Dezember 2024  | Peking         | 500 m          | Xandra Velzeboer                                                              | Florence Brunelle                                                      | Rikki Doak                                                                             |
| 8. Dezember 2024  | Peking         | 1500 m         | Corinne Stoddard                                                              | Kristen Santos-Griswold                                                | Kim Gil-li                                                                             |
| 14. Dezember 2024 | Seoul          | 1000 m         | Kim Gil-li                                                                    | Danaé Blais                                                            | Choi Min-jeong                                                                         |
| 14. Dezember 2024 | Seoul          | 3000 m Staffel | KanadaDanaé Blais Kim Boutin Florence Brunelle Courtney Sarault               | ItalienElisa Confortola Arianna Sighel Gloria Ioriatti Arianna Fontana | SüdkoreaChoi Min-jeong Kim Gil-li Noh Do-hee Shim Suk-hee                              |
| 15. Dezember 2024 | Seoul          | 500 m          | Kristen Santos-Griswold                                                       | Florence Brunelle                                                      | Hanne Desmet                                                                           |
| 15. Dezember 2024 | Seoul          | 1500 m         | Kristen Santos-Griswold                                                       | Hanne Desmet                                                           | Corinne Stoddard                                                                       |
| 8. Februar 2025   | Tilburg        | 500 m          | Florence Brunelle                                                             | Michelle Velzeboer                                                     | Kristen Santos-Griswold                                                                |
| 8. Februar 2025   | Tilburg        | 3000 m Staffel | NiederlandeZoe Deltrap Diede van Oorschot Michelle Velzeboer Xandra Velzeboer | ItalienElisa Confortola Arianna Fontana Gloria Ioriatti Arianna Sighel | Vereinigte StaatenJulie Letai Kristen Santos-Griswold Louisiana Stahl Corinne Stoddard |
| 9. Februar 2025   | Tilburg        | 1000 m         | Hanne Desmet                                                                  | Corinne Stoddard                                                       | Xandra Velzeboer                                                                       |
| 9. Februar 2025   | Tilburg        | 1500 m         | Courtney Sarault                                                              | Elisa Confortola                                                       | Corinne Stoddard                                                                       |
| 15. Februar 2025  | Mailand        | 500 m          | Kristen Santos-Griswold                                                       | Arianna Fontana                                                        | Xandra Velzeboer                                                                       |
| 15. Februar 2025  | Mailand        | 3000 m Staffel | NiederlandeZoe Deltrap Diede van Oorschot Michelle Velzeboer Xandra Velzeboer | ItalienElisa Confortola Arianna Fontana Gloria Ioriatti Arianna Sighel | Volksrepublik ChinaFan Kexin Wang Xinran Zhang Yize Zhang Chutong                      |
| 16. Februar 2025  | Mailand        | 1000 m         | Kristen Santos-Griswold                                                       | Corinne Stoddard                                                       | Elisa Confortola                                                                       |
| 16. Februar 2025  | Mailand        | 1500 m         | Hanne Desmet                                                                  | Kristen Santos-Griswold                                                | Arianna Fontana                                                                        |

### Weltcupstände
| Rang | Name                    | Punkte |
| ---- | ----------------------- | ------ |
| 1.   | Kristen Santos-Griswold | 1120   |
| 2.   | Xandra Velzeboer        | 950    |
| 3.   | Corinne Stoddard        | 948    |
| 4.   | Hanne Desmet            | 918    |
| 5.   | Choi Min-jeong          | 760    |
| 6.   | Kim Gil-li              | 713    |
| 7.   | Danaé Blais             | 540    |
| 8.   | Florence Brunelle       | 518    |
| 9.   | Elisa Confortola        | 496    |
| 10.  | Arianna Fontana         | 493    |
| 11.  | Michelle Velzeboer      | 466    |
| 12.  | Petra Jászapáti         | 424    |
| 13.  | Kim Boutin              | 336    |
| 14.  | Courtney Sarault        | 318    |
| 15.  | Kamila Stormowska       | 258    |
| 16.  | Gloria Ioriatti         | 254    |
| 17.  | Shim Suk-hee            | 212    |
| 18.  | Gong Li                 | 206    |
| 19.  | Rikki Doak              | 144    |
| 20.  | Valentina Ascic         | 140    |

| Rang | Name                   | Punkte |
| ---- | ---------------------- | ------ |
| 21.  | Zhang Chutong          | 124    |
| 22.  | Chiara Betti           | 124    |
| 23.  | Rina Yamana            | 107    |
| 24.  | Natalia Maliszewska    | 106    |
| 25.  | Ami Hirai              | 105    |
| 26.  | Zang Yize              | 104    |
| 27.  | Wang Ye                | 97     |
| 28.  | Zoe Deltrap            | 86     |
| 29.  | Nikola Mazur           | 80     |
| 30.  | Mirei Nakashima        | 71     |
| 31.  | Claudia Gagnon         | 64     |
| 32.  | Yang Jingru            | 58     |
| 33.  | Gabriela Topolska      | 54     |
| 34.  | Ayisha Miao Qi         | 50     |
| 34.  | Zhang Yan              | 50     |
| 36.  | Wang Xinran            | 50     |
| 37.  | Diede van Oorschot     | 46     |
| 38.  | Cloe Ollivier          | 44     |
| 39.  | Rebeka Sziliczei-Nemet | 40     |
| 40.  | Jana Chan              | 36     |

| Rang | Name               | Punkte |
| ---- | ------------------ | ------ |
| 41.  | Arianna Sighel     | 36     |
| 42.  | Olga Tichonowa     | 30     |
| 43.  | Maja Dora Somodi   | 28     |
| 44.  | Zsófia Kónya       | 26     |
| 45.  | Aurelie Leveque    | 26     |
| 46.  | Fan Kexin          | 23     |
| 47.  | Kii Kurokawa       | 22     |
| 48.  | Xu Aili            | 19     |
| 49.  | Alina Aschgalijewa | 17     |
| 50.  | Hyo Jin Kim        | 16     |
| 51.  | Annabelle Green    | 16     |
| 52.  | Sára Luca Bácskai  | 8      |
| 52.  | Angel Daleman      | 8      |
| 52.  | Petra Vankova      | 8      |
| 55.  | Hao Weiying        | 6      |
| 55.  | Song Jiarui        | 6      |
| 57.  | Ann-Sophie Bachand | 5      |
| 57.  | Lisa Eckstein      | 5      |

| Rang | Name                    | Punkte |
| ---- | ----------------------- | ------ |
| 1    | Kristen Santos-Griswold | 410    |
| 2    | Xandra Velzeboer        | 398    |
| 3    | Florence Brunelle       | 360    |
| 4    | Hanne Desmet            | 256    |
| 5    | Michelle Velzeboer      | 242    |
| 6    | Kim Boutin              | 218    |
| 7    | Choi Min-jeong          | 208    |
| 8    | Corinne Stoddard        | 194    |
| 9    | Arianna Fontana         | 184    |
| 10   | Kim Gil-li              | 176    |

| Rang | Name                    | Punkte |
| ---- | ----------------------- | ------ |
| 1    | Xandra Velzeboer        | 374    |
| 2    | Corinne Stoddard        | 370    |
| 3    | Danaé Blais             | 320    |
| 4    | Choi Min-jeong          | 300    |
| 5    | Kristen Santos-Griswold | 268    |
| 6    | Kim Gil-li              | 227    |
| 7    | Hanne Desmet            | 223    |
| 8    | Elisa Confortola        | 190    |
| 9    | Arianna Fontana         | 182    |
| 10   | Michelle Velzeboer      | 166    |

| Rang | Name                    | Punkte |
| ---- | ----------------------- | ------ |
| 1    | Hanne Desmet            | 404    |
| 2    | Kristen Santos-Griswold | 380    |
| 3    | Corinne Stoddard        | 360    |
| 4    | Kim Gil-li              | 310    |
| 5    | Elisa Confortola        | 274    |
| 6    | Choi Min-jeong          | 252    |
| 7    | Courtney Sarault        | 184    |
| 8    | Xandra Velzeboer        | 146    |
| 9    | Arianna Fontana         | 127    |
| 10   | Petra Jászapáti         | 122    |
| 10   | Gong Li                 | 122    |

| Rang | Team                | Punkte |
| ---- | ------------------- | ------ |
| 1    | Kanada              | 420    |
| 1    | Italien             | 420    |
| 3    | Niederlande         | 366    |
| 4    | Südkorea            | 340    |
| 5    | Volksrepublik China | 286    |
| 6    | Polen               | 248    |
| 7    | Kasachstan          | 222    |
| 8    | Japan               | 206    |
| 9    | Ungarn              | 178    |
| 10   | Vereinigte Staaten  | 162    |

## Männer

### Ergebnis-Übersicht
| Datum             | Austragungsort | Disziplin      | Erster Platz                                                             | Zweiter Platz                                                           | Dritter Platz                                                                |
| ----------------- | -------------- | -------------- | ------------------------------------------------------------------------ | ----------------------------------------------------------------------- | ---------------------------------------------------------------------------- |
| 26. Oktober 2024  | Montreal       | 500 m          | William Dandjinou                                                        | Steven Dubois                                                           | Lin Xiaojun                                                                  |
| 26. Oktober 2024  | Montreal       | 1500 m         | William Dandjinou                                                        | Park Ji-won                                                             | Steven Dubois                                                                |
| 27. Oktober 2024  | Montreal       | 1000 m         | Jens van ’t Wout                                                         | Roberts Krūzbergs                                                       | Michał Niewiński                                                             |
| 27. Oktober 2024  | Montreal       | 5000 m Staffel | KanadaWilliam Dandjinou Steven Dubois Jordan Pierre-Gilles Félix Roussel | Volksrepublik ChinaLin Xiaojun Liu Shaoang Liu Shaolin Sun Long         | NiederlandeSjinkie Knegt Daan Kos Sven Roes Jens van ’t Wout                 |
| 2. November 2024  | Montreal       | 500 m          | Steven Dubois                                                            | William Dandjinou                                                       | Pietro Sighel                                                                |
| 2. November 2024  | Montreal       | 1500 m         | William Dandjinou                                                        | Roberts Krūzbergs                                                       | Pietro Sighel                                                                |
| 3. November 2024  | Montreal       | 1000 m         | William Dandjinou                                                        | Jang Sung-woo                                                           | Jordan Pierre-Gilles                                                         |
| 3. November 2024  | Montreal       | 5000 m Staffel | KanadaSteven Dubois William Dandjinou Félix Roussel Jordan Pierre-Gilles | SüdkoreaPark Ji-won Jang Sung-woo Kim Tae-sung Park Jang-hyuk           | ItalienPietro Sighel Luca Spechenhauser Thomas Nadalini Mattia Antonioli     |
| 7. Dezember 2024  | Peking         | 500 m          | Sun Long                                                                 | Steven Dubois                                                           | Liu Shaoang                                                                  |
| 7. Dezember 2024  | Peking         | 1500 m         | Park Ji-won                                                              | William Dandjinou                                                       | Sun Long                                                                     |
| 8. Dezember 2024  | Peking         | 1000 m         | Félix Roussel                                                            | Michał Niewiński                                                        | Niall Treacy                                                                 |
| 8. Dezember 2024  | Peking         | 5000 m Staffel | Volksrepublik ChinaLi Wenlong Liu Shaoang Liu Shaolin Sun Long           | SüdkoreaJang Sung-woo Kim Tae-sung Park Jang-hyuk Park Ji-won           | NiederlandeTeun Boer Daan Kos Itzhak de Laat Jens van ’t Wout                |
| 14. Dezember 2024 | Seoul          | 500 m          | Steven Dubois                                                            | Jordan Pierre-Gilles                                                    | Roberts Krūzbergs                                                            |
| 14. Dezember 2024 | Seoul          | 1500 m         | William Dandjinou                                                        | Park Ji-won                                                             | Jens van ’t Wout                                                             |
| 15. Dezember 2024 | Seoul          | 1000 m         | William Dandjinou                                                        | Jens van ’t Wout                                                        | Jang Sung-woo                                                                |
| 15. Dezember 2024 | Seoul          | 5000 m Staffel | Volksrepublik ChinaLi Wenlong Liu Shaoang Liu Shaolin Sun Long           | JapanKosei Hayashi Dan Iwasa Shōgo Miyata Keita Watanabe                | SüdkoreaJang Sung-woo Kim Tae-sung Park Jang-hyuk Park Ji-won                |
| 8. Februar 2025   | Tilburg        | 500 m          | Steven Dubois                                                            | Jordan Pierre-Gilles                                                    | Jens van ’t Wout                                                             |
| 8. Februar 2025   | Tilburg        | 1500 m         | William Dandjinou                                                        | Jens van ’t Wout                                                        | Pietro Sighel                                                                |
| 9. Februar 2025   | Tilburg        | 1000 m         | Jens van ’t Wout                                                         | Roberts Krūzbergs                                                       | Daan Kos                                                                     |
| 9. Februar 2025   | Tilburg        | 5000 m Staffel | NiederlandeTeun Boer Sjinkie Knegt Daan Kos Jens van ’t Wout             | BelgienStijn Desmet Ward Petre Enzo Proost Warre van Damme              | ItalienThomas Nadalini Lorenzo Previtali Pietro Sighel Luca Spechenhauser    |
| 15. Februar 2025  | Mailand        | 500 m          | Sun Long                                                                 | Teun Boer                                                               | Pietro Sighel                                                                |
| 15. Februar 2025  | Mailand        | 1500 m         | Jens van ’t Wout                                                         | Kosei Hayashi                                                           | Jang Sung-woo                                                                |
| 16. Februar 2025  | Mailand        | 1000 m         | William Dandjinou                                                        | Pietro Sighel                                                           | Jang Sung-woo                                                                |
| 16. Februar 2025  | Mailand        | 5000 m Staffel | ItalienMattia Antonioli Thomas Nadalini Pietro Sighel Luca Spechenhauser | KanadaWilliam Dandjinou Maxime Laoun Jordan Pierre-Gilles Félix Roussel | KasachstanÄdil Ghaliachmetow Gleb Ivchenko Denis Nikischa Mersaid Zhaxybayev |

### Weltcupstände
| Rang | Name                 | Punkte |
| ---- | -------------------- | ------ |
| 1.   | William Dandjinou    | 1184   |
| 2.   | Jens van ’t Wout     | 950    |
| 3.   | Pietro Sighel        | 764    |
| 4.   | Steven Dubois        | 740    |
| 5.   | Shōgo Miyata         | 614    |
| 6.   | Park Ji-won          | 606    |
| 7.   | Roberts Krūzbergs    | 595    |
| 8.   | Jang Sung-woo        | 512    |
| 9.   | Sun Long             | 472    |
| 10.  | Jordan Pierre-Gilles | 434    |
| 11.  | Michał Niewiński     | 421    |
| 12.  | Félix Roussel        | 356    |
| 13.  | Thomas Nadalini      | 348    |
| 14.  | Shaoang Liu          | 336    |
| 15.  | Stijn Desmet         | 271    |
| 16.  | Niall Treacy         | 239    |
| 17.  | Luca Spechenhauser   | 203    |
| 18.  | Denis Nikischa       | 186    |
| 19.  | Teun Boer            | 176    |
| 20.  | Brendan Corey        | 166    |
| 21.  | Daan Kos             | 154    |
| 22.  | Andrew Heo           | 152    |
| 23.  | Brandon Kim          | 148    |
| 24.  | Kosei Hayashi        | 134    |

| Rang | Name                | Punkte |
| ---- | ------------------- | ------ |
| 25.  | Kim Tae-sung        | 128    |
| 26.  | Kim Gun-woo         | 122    |
| 27.  | Itzhak de Laat      | 112    |
| 28.  | Clayton de Clemente | 111    |
| 29.  | Quentin Fercoq      | 104    |
| 30.  | Lin Xiaojun         | 103    |
| 31.  | Furkan Akar         | 92     |
| 32.  | Friso Emons         | 74     |
| 33.  | Li Wenlong          | 68     |
| 34.  | Reinis Bērziņš      | 66     |
| 35.  | Martin Kolenc       | 64     |
| 36.  | Park Jang-hyuk      | 56     |
| 37.  | Diané Sellier       | 56     |
| 38.  | Muhammed Bozdag     | 55     |
| 39.  | Maxime Laoun        | 50     |
| 40.  | Sven Roes           | 48     |
| 41.  | Lorenzo Previtali   | 42     |
| 42.  | Felix Pigeon        | 40     |
| 43.  | Gleb Ivchenko       | 40     |
| 44.  | Dan Iwasa           | 38     |
| 45.  | Peter Jászapáti     | 38     |
| 46.  | Shaolin Liu         | 37     |
| 47.  | Zhang Bohao         | 36     |
| 48.  | Wonjun Moon         | 30     |

| Rang | Name                | Punkte |
| ---- | ------------------- | ------ |
| 49.  | Zhu Yiding          | 30     |
| 50.  | Absal Äschighalijew | 28     |
| 51.  | Oleh Handei         | 26     |
| 52.  | Etienne Bastier     | 24     |
| 53.  | Sjinkie Knegt       | 23     |
| 54.  | Tobias Wolf         | 22     |
| 55.  | Zhanshuo Lou        | 19     |
| 56.  | Theo Collins        | 18     |
| 57.  | Metehan Atan        | 18     |
| 58.  | Keita Watanabe      | 17     |
| 59.  | Ädil Ghaliachmetow  | 15     |
| 60.  | Kazuki Yoshinaga    | 14     |
| 61.  | Sean Mcanuff        | 12     |
| 62.  | Lucas Henry Koo     | 10     |
| 63.  | Lee Jung-su         | 8      |
| 63.  | Bence Nogradi       | 8      |
| 65.  | Zdenek Sejpal       | 8      |
| 66.  | Li Kun              | 6      |
| 66.  | Song Guixu          | 6      |
| 68.  | Liu Guanyi          | 5      |
| 68.  | Zhong Yuchen        | 5      |
| 70.  | Fre Van Damme       | 3      |

| Rang | Name                 | Punkte |
| ---- | -------------------- | ------ |
| 1    | Steven Dubois        | 460    |
| 2    | William Dandjinou    | 312    |
| 3    | Pietro Sighel        | 268    |
| 3    | Jens van ’t Wout     | 268    |
| 3    | Jordan Pierre-Gilles | 268    |
| 6    | Shōgo Miyata         | 244    |
| 7    | Sun Long             | 200    |
| 8    | Shaoang Liu          | 186    |
| 9    | Teun Boer            | 162    |
| 10   | Brandon Kim          | 148    |

| Rang | Name                 | Punkte |
| ---- | -------------------- | ------ |
| 1    | William Dandjinou    | 380    |
| 2    | Jens van ’t Wout     | 360    |
| 3    | Roberts Krūzbergs    | 294    |
| 4    | Jang Sung-woo        | 248    |
| 5    | Félix Roussel        | 246    |
| 6    | Pietro Sighel        | 240    |
| 7    | Sun Long             | 192    |
| 8    | Michał Niewiński     | 179    |
| 9    | Park Ji-won          | 162    |
| 10   | Jordan Pierre-Gilles | 156    |

| Rang | Name              | Punkte |
| ---- | ----------------- | ------ |
| 1    | William Dandjinou | 480    |
| 2    | Park Ji-won       | 320    |
| 3    | Jens van ’t Wout  | 314    |
| 4    | Pietro Sighel     | 256    |
| 5    | Jang Sung-woo     | 254    |
| 6    | Shōgo Miyata      | 200    |
| 7    | Thomas Nadalini   | 156    |
| 8    | Steven Dubois     | 152    |
| 9    | Roberts Krūzbergs | 145    |
| 10   | Brendan Corey     | 135    |

| Rang | Team                   | Punkte |
| ---- | ---------------------- | ------ |
| 1    | Kanada                 | 400    |
| 2    | Volksrepublik China    | 390    |
| 3    | Italien                | 360    |
| 4    | Niederlande            | 336    |
| 5    | Südkorea               | 304    |
| 6    | Japan                  | 264    |
| 7    | Kasachstan             | 234    |
| 8    | Belgien                | 220    |
| 9    | Vereinigte Staaten     | 172    |
| 10   | Vereinigtes Königreich | 168    |

## Mixed

### Ergebnis-Übersicht
| Datum             | Austragungsort | Disziplin      | Erster Platz                                                                  | Zweiter Platz                                                                 | Dritter Platz                                                                       |
| ----------------- | -------------- | -------------- | ----------------------------------------------------------------------------- | ----------------------------------------------------------------------------- | ----------------------------------------------------------------------------------- |
| 27. Oktober 2024  | Montreal       | 2000 m Staffel | NiederlandeXandra Velzeboer Michelle Velzeboer Sjinkie Knegt Jens van ’t Wout | SüdkoreaKim Gil-li Choi Min-jeong Kim Gun-woo Kim Tae-sung                    | KanadaFlorence Brunelle Kim Boutin Steven Dubois Félix Roussel                      |
| 3. November 2024  | Montreal       | 2000 m Staffel | KanadaFlorence Brunelle Kim Boutin Steven Dubois Félix Roussel                | NiederlandeXandra Velzeboer Michelle Velzeboer Jens van ’t Wout Sjinkie Knegt | JapanMirei Nakashima Rika Kanai Shōgo Miyata Hiroki Yokayama                        |
| 8. Dezember 2024  | Peking         | 2000 m Staffel | Volksrepublik ChinaFan Kexin Gong Li Liu Shaoang Sun Long                     | SüdkoreaKim Gil-li Lee So-youn Park Ji-won Jang Sung-woo                      | Vereinigte StaatenAndrew Heo Marcus Howard Kristen Santos-Griswold Corinne Stoddard |
| 15. Dezember 2024 | Seoul          | 2000 m Staffel | SüdkoreaChoi Min-jeong Kim Gil-li Kim Tae-sung Park Ji-won                    | Volksrepublik ChinaFan Kexin Gong Li Liu Shaoang Sun Long                     | KanadaFlorence Brunelle Kim Boutin William Dandjinou Steven Dubois                  |
| 9. Februar 2025   | Tilburg        | 2000 m Staffel | NiederlandeTeun Boer Jens van ’t Wout Xandra Velzeboer Michelle Velzeboer     | ItalienGloria Ioriatti Thomas Nadalini Arianna Sighel Pietro Sighel           | Vereinigte StaatenAndrew Heo Kristen Santos-Griswold Sean Shuai Corinne Stoddard    |
| 16. Februar 2025  | Mailand        | 2000 m Staffel | NiederlandeTeun Boer Jens van ’t Wout Michelle Velzeboer Xandra Velzeboer     | KanadaDanaé Blais Florence Brunelle Jordan Pierre-Gilles Félix Roussel        | JapanKosei Hayashi Rika Kanai Katsunori Koike Mirei Nakashima                       |

### Weltcupstand
| Endstand nach 6 Rennen (Top 10) |                     |        |
| \| Rang \| Name \| Punkte \| \| ---- \| ------------------- \| ------ \| \| 1 \| Niederlande \| 440 \| \| 2 \| Kanada \| 370 \| \| 3 \| Südkorea \| 322 \| \| 4 \| Volksrepublik China \| 304 \| \| 5 \| Vereinigte Staaten \| 276 \| \| 6 \| Italien \| 260 \| \| 7 \| Polen \| 242 \| \| 8 \| Japan \| 236 \| \| 9 \| Belgien \| 210 \| \| 10 \| Ungarn \| 190 \| |                     |        |
| Rang | Name                | Punkte |
| 1 | Niederlande         | 440    |
| 2 | Kanada              | 370    |
| 3 | Südkorea            | 322    |
| 4 | Volksrepublik China | 304    |
| 5 | Vereinigte Staaten  | 276    |
| 6 | Italien             | 260    |
| 7 | Polen               | 242    |
| 8 | Japan               | 236    |
| 9 | Belgien             | 210    |
| 10 | Ungarn              | 190    |